# Дуйшенкул Шопоков

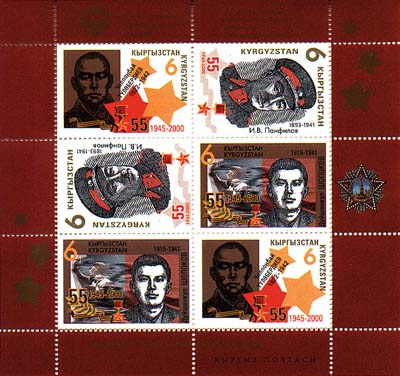
І.В. Панфілов, Ч. Тулебердіев і Д. Шопоков на поштових марках Киргизії

Дуйшенкул Шопоков (19 травня 1915, село Шалта — 16 листопада 1941, роз'їзд Дубосєково) — стрілок 4-ї роти 2-го батальйону 1075-го стрілецького полку 316-ї стрілецької дивізії 16-ї армії Західного фронту, червоноармієць, Герой Радянського Союзу.

## Біографія
Народився в селянській родині. Киргиз. 
Після закінчення початкової освіти працював трактористом у колгоспі. Член ВКП(б) з 1939 року.
В 1941 році призваний в Червону Армію, на фронті — з вересня 1941 року.
Дуйшенкул Шопоков 16 листопада 1941 року біля роз'їзду Дубосєково Волоколамського району Московської області в складі групи винищувачів танків брав участь у відбитті численних атак противника, було знищено 18 ворожих танків. Цей подвиг увійшов в історію, як 28 героїв-панфіловців. В цьому бою Дуйшенкул Шопоков загинув.
Згідно політдонесення військового комісара 1075 полку Мухамедьярова, червоноармієць Шопоков героїчно загинув у бою 14 листопада 1941 року.
Кр-ц канд.ВКП(б) т. Шапаков, перший прийняв на себе атаку фашистів, коли німці оточивши його, пропонували здатися, і в упор вбив два фашиста і від кулі 3-го фашиста героїчно загинув. Трупи вбитих бійців і командирів підібрано і поховано.
21 липня 1942 року Указом Президії Верховної Ради СРСР Дуйшенкулу Шопокову посмертно присвоєно звання Героя Радянського Союзу за зразкове виконання бойових завдань командування на фронті боротьби з німецько-фашистським загарбниками і проявлені при цьому мужність і героїзм.
Вдова Героя — Керімбюбю Шопокова (1917-2013), Герой Соціалістичної Праці.

## Нагороди
- Медаль «Золота Зірка» Героя Радянського Союзу (21.07.1942)[4][5];
- орден Леніна (21.07.1942).

## Пам'ять
- Місто Шопоков в Киргизстані[6].
- Іменем Дуйшенкула Шопокова названі школи в місті Таш-Кумир, Жайилському, Сокулуцькому і Узгенському районах Киргизії, а також вулиці в Бішкеку, рідному для панфіловців, і Кара-Балти, у селі Жовтневому Аламудунского району Чуйської області.
- Після смерті Шопокова, вдова Героя на зборах комсомольців і молоді колгоспу, де вони обидва працювали, першою внесла грошовий внесок на будівництво важкого танка, названого «Дуйшенкул Шопоков».
- У 1966 році в Москві на честь панфіловців названа вулиця в районі Північне Тушино (вулиця Героїв Панфіловців), де встановлений монумент.
- В їх честь в 1975 також споруджений меморіал у Дубосєково.
- У селі Нелідово (1,5 км від роз'їзду Дубосєково), встановлено пам'ятник і відкрито Музей героїв-панфіловців. В місті Алмати, рідному для панфіловців, є парк імені 28 гвардійців-панфіловців, в якому розташований монумент на їх честь.
- Згадка про 28 «самих хоробрих синів» Москви увійшло також в пісню Дорога моя столиця, нині є гімном Москви.
- У столиці Киргизстані проводиться традиційний міжнародний турнір, присвячений пам'яті Дуйшенкула Шопокова[7].
- 7 травня 2015 року бюст Дуйшенкула Шопокова (скульптор Борис Матвєєв) встановлений в місті Волоколамську[8]. Відкрив пам'ятник герою-панфіловцю в Волоколамську президент Киргизстану А.Ш. Атамбаєв.